# Alessia Maurelli
Alessia Maurelli (Rivoli, 22 agosto 1996) è un'ex ginnasta italiana, capitana della Squadra nazionale di ginnastica ritmica dell'Italia. Insignita Cavaliere all'Ordine al Merito della Repubblica Italiana e Ufficiale all'Ordine al Merito della Repubblica Italiana è primo aviere scelto del Centro Sportivo Aeronautica Militare.
Plurimedagliata olimpica, complessivamente ha partecipato a tre edizioni dei Giochi olimpici (Rio 2016, Tokyo 2020 e Parigi 2024) otto dei Campionati mondiali, sette dei Campionati europei e due dei Giochi europei, tanto da divenire una delle ginnaste più longeve nella storia della ginnastica ritmica. Tra i tanti titoli conquistati, è stata cinque volte campionessa del Mondo nel 2015, 2017, 2018, 2021 e 2022 e tre volte campionessa d'Europa nel 2018, 2022 e 2024.
Vanta, inoltre, due prestigiose medaglie di bronzo ai Giochi olimpici di Tokyo e Parigi, ciliegine sulla torta di due edizione storiche per il Bel Paese per numero di medaglie totali conquistate, serie di giorni consecutivi con almeno una medaglia al giorno da parte di atleti azzurri e discipline olimpiche differenti con italiani a podio.
Il totale di 139 medaglie (di cui 62 d'oro) conquistate in gare internazionali ufficiali e gli innumerevoli record conquistati la rendono una delle ginnaste più medagliate in assoluto nonché uno degli sportivi italiani più medagliati e vincenti di sempre.

## Biografia
Originaria di Venaria Reale, ma nata a Rivoli si trasferisce all'età di 5 anni con la famiglia a Santa Maria Maddalena, frazione del Comune di Occhiobello, nel Polesine. Nel gennaio 2014 entra a far parte della Nazionale di ginnastica ritmica dell'Italia, di cui diventa capitano a partire da settembre 2016. Dal 2015 gareggia tesserata in forza al Centro Sportivo Aeronautica Militare.
A cavallo tra maggio e giugno 2022 pubblica per Mondadori il suo primo romanzo dal titolo Vola come una Farfalla, a cui fa seguito, l'anno successivo, il secondo volume Graffia come una Tigre.
Dal 2022 frequenta Massimo Bertelloni che le ha fatto la proposta di matrimonio (accettata) il 10 agosto dopo la cerimonia di premiazione della finale del concorso generale di ginnastica ritmica a squadre ai Giochi olimpici di Parigi 2024.
Il 16 dicembre 2024 annuncia il proprio ritiro sportivo.

## Carriera sportiva
Comincia a praticare ginnastica ritmica nell'Associazione ginnastica estense Otello Putinati di Ferrara; nel 2013 vince i campionati nazionali di categoria e con la società ottiene una storica promozione nella massima serie A1.
Così nel gennaio 2014 viene convocata dal tecnico Emanuela Maccarani a far parte della Nazionale di ginnastica ritmica dell'Italia, quindi si trasferisce a Desio, sede permanente del centro tecnico federale.
Il 16 dicembre 2024 annuncia il proprio ritiro sportivo.

### 2014
Dopo nemmeno 2 mesi dalla convocazione entra in pianta stabile nella squadra titolare. Il suo debutto avviene in occasione dei Campionati europei di ginnastica ritmica 2014 a Baku, dove assieme alle compagne conquista una prestigiosa medaglia d'argento nel concorso generale a squadre, alle spalle della favorita Russia; alla World cup di Sofia vince una medaglia di bronzo sia nel concorso generale a squadre sia nella finale di specialità palle-nastri.
Pochi mesi dopo si ripete ai XXXIII Campionati mondiali di ginnastica ritmica 2014 a Smirne, ottenendo il secondo piazzamento nel concorso generale a squadre, che le vale il titolo di Vicecampionessa del Mondo assieme alle compagne Marta Pagnini, Andreea Stefanescu, Camilla Patriarca e Sofia Lodi.

### 2015
Nel 2015 partecipa alla prima tappa di World Cup a Lisbona trionfando sia nel concorso generale a squadre sia nella finale di specialità cerchi-clavette. Alla Coppa del mondo di Pesaro vince la medaglia d'argento nel concorso generale a squadre e una d'oro nella finale di specialità cerchi-clavette. Partecipa anche alla World Cup di Tashkent collezionando una medaglia di bronzo nella finale di specialità cerchi-clavette. Il 17 giugno dello stesso anno prende parte alla prima storica edizione dei Giochi olimpici europei a Baku. Alla World Cup di Budapest conquista altre due medaglie: un bronzo nel concorso generale a squadre e un oro alla finale di specialità cerchi e clavette.
Grazie alle ottime prestazioni nelle finali di specialità ai cerchi e clavette, durante tutte le tappe del circuito di Coppa del mondo di ginnastica ritmica 2015, per la prima volta nella storia vince l'iridata classifica generale di questa specialità che si va a sommare con l'argento nel concorso generale. Viene quindi premiata con la squadra in occasione dell'ultima tappa, a Kazan', quella precedente ai campionati del mondo in programma a Stoccarda.
In occasione dei XXIV Campionati mondiali di ginnastica ritmica 2015 a Stoccarda conquista l'oro (e il rispettivo titolo di Campionessa del Mondo) nella finale di specialità ai nastri e l'argento (con il rispettivo titolo di Vicecampionessa del Mondo) nella finale di specialità ai cerchi-clavette.
Grazie, invece, al 4º posto nel concorso generale a squadre ottiene la qualificazione diretta per i giochi olimpici di Rio 2016.
In virtù della straordinaria stagione sportiva viene premiata nello speciale concorso della celebre Gazzetta dello Sport Gazzetta Sport Awards nella categoria 'Squadra dell'anno' con il secondo posto dietro la Juventus e come donna dell'anno del comune di Occhiobello.
Nell'estate dello stesso anno entra ufficialmente a far parte del Centro Sportivo dell'Aeronautica Militare con sede a Vigna di Valle.

### 2016
I primi successi della stagione 2016 arrivano durante la Coppa del Mondo di Pesaro. Tra le mura amiche, infatti, l'azzurra realizza l'en plein conquistando la medaglia d'oro in tutte e tre le competizioni dedicate alla squadra: concorso generale (grazie allo straordinario punteggio di 36,200 che segna la prima storica volta in cui viene superata la soglia dei 36,000 punti in gara ufficiale), finale di specialità ai nastri e finale di specialità ai cerchi e clavette. In seguito, durante le tappe di Minsk, Sofia, Kazan' e Baku arricchisce il proprio palmarès rispettivamente con 5 medaglie distribuite tra concorso generale (1 bronzo) e finale di specialità ai cerchi e clavette (2 argenti e 2 bronzo), che si conferma cavallo di battaglia della squadra azzurra. Non a caso ottiene, infatti, la terza piazza assoluta del circuito dedicata a questa specialità.
Prende parte ai Giochi olimpici di Rio de Janeiro con le compagne Marta Pagnini, Camilla Patriarca, Sofia Lodi e Martina Centofanti.
Qualificate in finale con il quarto punteggio generale, confermano la stessa posizione anche nella finale, con un punteggio complessivo di 35.549 (ottenuto dalla somma dei parziali di 17.516 nell'esercizio ai 5 nastri e di 18.033 in quello misto a cerchi e clavette) sfiorando, così, il podio (e il secondo piazzamento) per appena 2 decimi di punto. Medaglia d'oro alla favorita Russia con 36.233, argento alla sorpresa Spagna con 35.766 e bronzo alla Bulgaria che nonostante lo stesso complessivo delle iberiche è dietro per il minor punteggio totalizzato nelle qualifiche del giorno precedente
. La medaglia di legno ottenuta dalle azzurre ha, tuttavia, suscitato diverse polemiche, in particolare per quanto riguarda il punteggio assegnato dai giudici all'esercizio misto cerchi e clavette, ritenuto basso dagli addetti ai lavori.
Con le compagne, è stata l'unica squadra nazionale ad essere stata invitata a partecipare al Rhythmic Ginnastic All-Star Gala, il più importante evento asiatico di ginnastica ritmica che riunisce le migliori ginnaste del pianeta, a Seul, in Corea del Sud.
A partire da settembre 2016, in seguito al ritiro di Marta Pagnini, diventa la nuova capitana della Nazionale di ginnastica ritmica dell'Italia.

### 2017
Smaltita la delusione olimpica il nuovo quadriennio si apre con il botto: al Grand Prix di Thiais l'azzurra conquista una medaglia d'oro nel concorso generale e due medaglie d'argento in ambedue
le finali di specialità (5 cerchi e funi-palle).
Successivamente, nel corso dell'anno, partecipa a 5 tappe del circuito di coppa del mondo (in ordine cronologico Pesaro, Baku, Portimão, Minsk e Kazan')
dove conquista complessivamente tra concorso generale e finali di specialità, la bellezza di 11 medaglie di cui 7 d'oro e 4 d'argento.
A partire dal 31 luglio diventa ufficialmente nuova testimonial Freddy.
Prende parte ai XXXV Campionati mondiali di ginnastica ritmica 2017 a Pesaro (prima storica edizione organizzata in Italia) e assieme alle compagne Martina Centofanti, Beatrice Tornatore, Agnese Duranti, Martina Santandrea e Anna Basta si piazza al quarto posto nel concorso generale ad appena 2 decimi dal terzo posto. Il giorno successivo, quello dedicato alle due finali di specialità, si riscatta con la medaglia d'oro (e relativo titolo di campionessa del mondo) all'esercizio con i 5 cerchi con il punteggio di 18.900: a completare il podio la Russia con 18.700 e la rivelazione Giappone a quota 18.600. Nell'altra finale di specialità, funi e palle, non basta il buon punteggio di 18.550: è medaglia di legno a 0.025 dal podio.

### 2018
Così come l'anno precedente anche il 2018 si apre con la partecipazione al Grand Prix di Thiais, nel quale ottiene 2 ori (concorso generale e finale di specialità a palle e funi) e un terzo posto alla finale di specialità ai cerchi. Anche il circuito di Coppa del Mondo si apre nel migliore dei modi: nella tappa di Sofia conquista complessivamente 2 medaglie di bronzo e 1 d'argento mentre a Pesaro bissa il clamoroso "triplete" del 2016 salendo sul gradino più alto del podio in tutte e 3 le competizioni dedicate alle squadre (concorso generale e 2 finali di specialità). Merita particolare attenzione il punteggio di 21.600 ottenuto nella finale di specialità ai 5 cerchi, record assoluto dell'intero circuito.
Ma i record non finiscono qui, infatti poco dopo, alla Coppa del Mondo di Baku, la vittoria nel concorso generale seguita dall'argento nella finale di specialità ai cerchi, le permette di riuscire in un'impresa che mai era riuscita nella storia della ginnastica ritmica italiana. Ovvero quella di trionfare in tutte e 3 le competizioni che il circuito di Coppa del Mondo di ginnastica ritmica riserva alle squadre (concorso generale e 2 finali di specialità) ottenuto come somma delle migliori prestazioni nei vari eventi di Coppa del mondo. L'ultima vittoria di una competizione di circuito (nonché l'unica) era avvenuta nel 2015, in quella dedicata alla specialità cerchi e clavette.
Come se non bastasse, anche la tappa di World Challenge di Guadalajara (precedente agli Europei che si terranno nella medesima città) regala 3 ulteriori medaglie (2 d'argento e 1 d'oro) che sommate alle precedenti gare ufficiali del 2018 fanno in totale 14 medaglie su 15 gare disponibili.
Con le compagne Martina Centofanti, Agnese Duranti, Martina Santandrea, Anna Basta e Letizia Cicconcelli partecipa ai Campionati europei di ginnastica ritmica 2018 a Guadalajara vincendo 2 medaglie d'argento (e relativo titolo di Vicecampionessa Europea) sia nel concorso generale sia nella finale di specialità a palle-funi mentre in quella ai cerchi vince una medaglia d'oro (e relativo titolo di Campionessa Europea confermando il successo iridato conquistato a Pesaro 2017). Si tratta del miglior risultato di sempre della nazionale italiana di ginnastica ritmica a un campionato europeo.
Nelle successive 2 tappe di World Challenge disuptatesi a Minsk e Kazan' si ripete, trionfando nel concorso generale di entrambe le tappe sommate ad altre 3 medaglie spartite tra le finali di specialità. La conquista di queste medaglie le permette di vincere il circuito di World Challenge sia nel concorso generale sia nella finale di specialità ai cerchi (addirittura vinta con una tappa d'anticipo) che si vanno, dunque, a sommare alla vittoria dei 3 circuiti di World Cup.
Partecipa ai XXXVI Campionati mondiali di ginnastica ritmica 2018 con le stesse compagne che presero parte ai campionati europei, conquistando un argento nel concorso generale (alle spalle della nazionale russa) che le vale il titolo di Vicecampionessa Mondiale e la qualificazione olimpica per i Giochi olimpici di Tokyo con 2 anni di anticipo. Il giorno successivo, invece, conquista una medaglia di bronzo alla specialità con 5 cerchi e una d'oro (che le vale il titolo di Campionessa iridata) nella specialità mista con funi e palle, affermandosi l'unica nazionale a salire in tutti e 3 i podi dedicati ai gruppi..
Si conclude così un'eccellente annata che ha visto la conquista di 27 medaglie nelle 29 gare disputate da parte delle azzurre. Nessuna squadra è riuscita a fare di meglio.
L'11 novembre, viene chiamata assieme alle compagne della nazionale italiana ad esibirsi durante il prepartita del posticipo della 12ª giornata di Serie A tra Milan e Juventus allo Stadio Giuseppe Meazza, pochi istanti prima dell'ingresso delle due squadre.

### 2019
L'anno sportivo 2019 si apre con l'invito alla partecipazione di una suggestiva esibizione al Teatro la Fenice di Venezia per celebrare il 150º anniversario della nascita della Federazione Ginnastica d'Italia.
Le prime medaglie, tuttavia, non si fanno attendere: tra il Grand Prix di Kiev e le tappe di Coppa del mondo di Pesaro e Sofia conquista 2 medaglie d'oro, 2 d'argento e 5 di bronzo. La successiva partecipazione alla seconda edizione dei Giochi europei a Minsk è sfortunata. Infatti l'azzurra, con le compagne, sfiora il podio in tutte e 3 le competizioni dedicate alla ginnastica ritmica a squadre collezionando 3 medaglie di legno. Il palmarès viene però arricchito nelle seguenti world cup di Minsk, Kazan' e Portimão nella quale ottiene complessivamente 3 medaglie d'oro, 1 d'argento e 1 di bronzo che le consentono di vincere anche il circuito di coppa del mondo 2019 dedicato al concorso generale. Tra queste medaglie, è da segnalare l'oro ottenuto nella finale di specialità alle 5 palle in occasione della World cup di Minsk: con lo straordinario punteggio di 29.800 viene stabilito un nuovo record mondiale per questa specialità.
Assieme alle compagne Martina Centofanti, Agnese Duranti, Martina Santandrea, Letizia Cicconcelli e Anna Basta partecipa ai XXXV Campionati mondiali di ginnastica ritmica 2019 a Baku conquistando il quinto posto nel concorso generale e la medaglia bronzo nella finale di specialità ai cerchi e clavette. A completare il podio le rappresentative della Russia e del Giappone.
In virtù degli ottimi risultati, viene scelta, con le farfalle, come testimonial di Fastweb assieme a Filippo Tortu, Filippo Ganna, Simona Quadarella e Jannik Sinner.
Il 28 settembre dello stesso anno, viene convocata da Papa Francesco assieme alla delegazione Federginnastica, nell'ambito della celebrazione dei suoi 150 anni dalla fondazione. In occasione di tale incontro, la capitana azzurra ha regalato al pontefice un nastro recante i colori vaticani (giallo bianco), che Papa Francesco ha fatto girare mostrando una certa attitudine.
Il 13 ottobre viene ufficializzato il suo ingresso nel Team Young Italy UnipolSai, squadra di giovani atleti olimpionici italiani, alfieri dell'eccellenza e dei valori distintivi dello sport italiano nel mondo. A comporre il team, gli 8 campioni scelti: Federica Pellegrini, Gregorio Paltrinieri, Alessia Maurelli, Daniele Garozzo, Simone Giannelli, Paola Egonu, Arianna Fontana e Riccardo Bagaini.

### 2020
L'anno 2020 è stato un anno fortemente caratterizzato dalla pandemia di COVID-19: tutte le gare appartenenti al circuito di Coppa del Mondo sono state annullate mentre i Giochi olimpici sono stati posticipati di un anno. L'unica competizione ufficiale a svolgersi regolarmente sono stati i Campionati Europei di Kiev. Tuttavia le azzurre (così come molte altre squadre di rilievo quali Russia, Bielorussia e Bulgaria) hanno deciso in accordo con la Federazione Ginnastica d'Italia di non partecipare vista la delicata situazione sanitaria globale.
L'unica gara invece disputata, seppur in forma amichevole, è stato un incontro online organizzato a dicembre dalla Russia, in cui ha conquistato l'oro in tutte 3 le categorie. Si è trattata della prima gara online di ginnastica ritmica in assoluto: ogni squadra ha eseguito gli esercizi nei propri palazzetti quindi mediante collegamento video in diretta è stata giudicata da una giuria presente fisicamente a Mosca.

### 2021
La prima gara ufficiale post-pandemia la vede subito protagonista con 3 argenti nella World Cup di Baku, circa 1 anno e mezzo dopo l'ultima gara, svoltasi nella medesima città (campionati del mondo di Baku 2019). Successivamente, alla World Cup di Pesaro, ottiene 2 medaglie d'oro in entrambe le finali di specialità superando Russia e Giappone alle 5 palle e Russia e Israele all'esercizio misto. In particolare, il punteggio ottenuto alle 5 palle, 46.950, è il punteggio più alto mai registrato nella storia della ginnastica ritmica d'insieme fino a quel momento.
In occasione degli Europei di Varna conquista l'argento nel concorso generale dietro alla squadra russa, ottenendo il titolo di vicecampionessa d'Europa. Risultato che si va a sommare al bronzo preso nella finale di specialità all'esercizio misto cerchi-clavette della medesima competizione.
Prende parte ai Giochi olimpici di Tokyo 2020 assieme alle compagne Martina Centofanti, Agnese Duranti, Martina Santandrea e Daniela Mogurean conquistando una prestigiosa medaglia di bronzo, proprio l'ultima della spedizione azzurra ai Giochi olimpici, la ciliegina sulla torta di un'edizione storica per il Bel paese in quanto fa automaticamente scattare un triplice record: primato assoluto per numero di medaglie italiane a un'edizione dei giochi olimpici (40), conquista di almeno una medaglia al giorno da parte di atleti italiani in tutte le 16 giornate di finali della rassegna olimpica e almeno un podio in 19 discipline diverse. Il primo giorno di eliminatorie si qualifica in finale con il terzo miglior punteggio (87.150), dietro a Bulgaria (91.800) e Comitato Olimpico Russo (89.050). Podio che rimane invariato anche il giorno della finale: medaglia d'oro alla Bulgaria (punteggio di 92.100) che interrompe dopo 21 anni il dominio sovietico, argento al Comitato Olimpico Russo (90.700) e bronzo all'Italia (87.700). A completare la classifica delle 8 squadre finaliste: Cina (84.550), Bielorussia (84.050), Israele (83.850), Ucraina (77.600) e Giappone, padrone di casa (72.500). Si tratta della terza volta dell'Italia a podio in questa disciplina dopo Atene 2004 e Londra 2012
Successivamente, arricchisce il proprio palmares alla World cup di Cluj-Napoca vincendo la medaglia d'oro in tutte e 3 le specialità dedicate alle gare d'insieme.
Due mesi e mezzo dopo i giochi olimpici, torna in terra giapponese per prendere parte ai campionati mondiali di Kitakyūshū, trascinando le compagne alla medaglia d'argento nel concorso generale che vale il titolo di Vicecampionessa del Mondo a soli due punti dalla squadra russa (sotto il nome di Federazione Ginnastica Russia per lo scandalo doping di stato). Non solo: si posiziona anche sul secondo gradino del podio nella classifica per Team con il totale di 277.575 punti, ottenuto dalla somma dei due risultati di squadra con le otto routine che le individualiste Milena Baldassarri, Sofia Raffaeli e Alexandra Agiurgiuculese hanno presentato in qualifica. Si tratta della prima volta in assoluto che l'Italia riesce a salire sul podio in questa particolare competizione. Nel giorno dedicato alle finali di specialità si supera conquistando la medaglia d'argento nell'esercizio con le 5 palle e la medaglia d'oro (con relativo titolo di Campionessa del Mondo) a quello misto cerchi-clavette mettendo alle spalle l'armata russa (argento) e la squadra ospitante nipponica (bronzo).
In virtù dell'ottima annata coronata dal bronzo olimpico e oro mondiale viene ospitata all'Italian Sports Day presso il Padiglione Italia all'Expo 2020 di Dubai, un'iniziativa dedicata alla celebrazione dei successi e degli sportivi che hanno dato lustro al Paese. Assieme a lei, tra gli altri, Luigi Busà, Antonella Palmisano, Ruggero Tita, Caterina Banti e Simone Barlaam.
Successivamente, il 17 Dicembre 2021, durante la "Festa delle Medaglie" organizzata dalla Federazione Ginnastica d'Italia nel Salone d'Onore del Coni a Roma, viene insignita del titolo di Cavaliere all'Ordine al Merito della Repubblica Italiana da parte del Quirinale.

### 2022
Il 5 febbraio 2022 viene invitata con la squadra a esibirsi sul palco del teatro Ariston come super ospite della serata finale del Festival di Sanremo 2022 che ha sancito la vittoria finale del duo Blanco-Mahmood. È proprio durante l'esibizione delle Farfalle Azzurre, volteggianti sulle note di Upside down di Diana Ross, che si è registrato il picco di ascolti della serata e dell'intera edizione della kermesse musicale raggiungendo un clamoroso risultato di 16.984.000 spettatori collegati, 63,82% di share televisivo e media più alta dal Festival di Sanremo 2000.
Successivamente viene invitata al tradizionale appuntamento Danza con me, programma che vede Roberto Bolle esibirsi assieme ad alcuni dei personaggi dello spettacolo, della musica e dello sport, e nell'aula di Palazzo Madama del Senato in occasione del ventesimo appuntamento della rassegna Senato e Cultura incentrato sul tema Il futuro è donna?.
La stagione sportiva ufficiale 2022 si apre con la consueta tappa di coppa del mondo di Baku dove, presentandosi con la stessa formazione degli ultimi anni con la novità dell'inserimento tra le titolari di Laura Paris (riserva a Tokyo 2020) alternata a Martina Santandrea nell'esercizio ai 5 cerchi, guadagna la medaglia d'oro nel concorso generale e nella finale di specialità all'esercizio misto funi e palle più quella d'argento nell'altra finale dedicata ai 5 attrezzi uguali. Da segnalare il particolare apprezzamento da parte della critica per la rivoluzionaria composizione all'esercizio misto nella quale le Farfalle, sulle note di Mercy in Darkness di Two Steps from Hell & Thomas Bergersen, rendono omaggio alla storia dei giochi olimpici durante la routine simulando con l'ausilio di palle e nastri peculiarità e gesti tipici di altri sport.. La tripletta di ori è solamente rimandata alla tappa successiva. Di fatti, in occasione della tappa di coppa del mondo di Pamplona, alla prima volta in assoluto dell'azzurra nel capoluogo navarro, trionfa in tutte e tre le discipline dedicate alle squadre: concorso generale più le due finali di specialità.. Stesso identico bottino viene replicato alla tappa di coppa del mondo di Pesaro arricchendo un clamoroso inizio di stagione con 8 medaglie d'oro e 1 d'argento sulle 9 gare disputate. Ed è proprio la conquista di quest'ultima che le permette di tagliare un altro traguardo storico, ovvero divenire la prima ginnasta italiana di sempre a raggiungere quota 100 medaglie vinte.
Ai Campionati europei di Tel Aviv conquista la medaglia d'argento nel Team Ranking (grazie anche all'apporto delle individualiste Sofia Raffaeli e Milena Baldassarri) e soprattutto nel concorso generale, che le vale il titolo di vicecampionessa d'Europa (stesso risultato dell'anno precedente). Oro con polemica all'Israele, paese ospitante, che proprio nell'ultima esecuzione della gara ribalta la classifica finale con un inverosimile punteggio di 36,950 ai 5 cerchi, oggetto di lunghe serie di contestazioni da parte di tutto il mondo dello sport. Giustizia viene fatta il giorno seguente nella quale ottiene la medaglia d'oro, e relativo titolo di campionessa d'Europa, in entrambe le finali di specialità. Con la bellezza di 2 medaglie d'oro e 2 d'argento si tratta del miglior risultato di sempre della Nazionale di ginnastica ritmica dell'Italia a un'edizione dei Campionati europei.
A competizione terminata, la capitana delle Farfalle viene individualmente premiata con il riconoscimento di SmartScoring Shooting Star, premio che ha l'obiettivo di mettere sotto i riflettori una ginnasta con una storia eccezionale, che sia fonte di ispirazione per la futura generazione di ginnaste e per il pubblico in generale.
Partecipa ai Campionati mondiali di Sofia, sfiorando il podio nel concorso generale a squadre (quarto posto) e trionfando nel team ranking; si tratta della prima volta in assoluto che l'Italia riesce ad affermarsi in questa particolare classifica. In occasione delle finali di specialità guida, invece, la squadra al titolo iridato nell'esercizio ai 5 cerchi e a quello di vicecampionesse del mondo a quello misto palle/nastri. Ma i record non sono terminati perché, grazie anche agli ottimi risultati ottenute dalle individualiste Sofia Raffaeli e Milena Baldassarri, per la prima volta nella storia dei mondiali la Nazionale di ginnastica ritmica dell'Italia riesce a vincere il medagliere per nazioni grazie a 9 medaglie di cui 6 d'oro, 1 d'argento e 2 di bronzo (seconda la Bulgaria, padrona di casa, ferma a 2 ori)..
Si conclude così un'annata positiva con 16 medaglie ottenute in 17 gare disputate.
Grazie agli ottimi risultati ottenuti nel 2022 viene nominata Sportiva piemontese dell'anno.

### 2023
A gennaio 2023 viene eletta membro della nuova Commissione Federale Atleti della Federazione Ginnastica d'Italia e nominata vicepresidente dell'organo consultivo stesso.. Tale Commissione, composta da 14 atleti tra cui Nicola Bartolini, Marco Lodadio e Giorgia Villa, nasce con il compito di contribuire alla diffusione dell’idea Olimpica e dei valori sportivi nelle proprie discipline, di formulare proposte, progetti e pareri agli organi federali aventi per oggetto le tematiche relative agli interessi degli atleti, anche dopo la cessazione dell’attività agonistica, al fine di adottare strategie e programmi in favore degli stessi.
La Federazione Ginnastica d’Italia costituisce la Commissione Federale Atleti. Il Consiglio Direttivo Federale del 12 gennaio ha approvato regolamento e nominativi della CFA, nata in conformità allo Statuto CONI e alle direttive del Consiglio Nazionale del CONI e ai sensi dell’art. 5 del Regolamento della Commissione Nazionale Atleti (CNA), su proposta dei consiglieri degli atleti stessi, Michela Castoldi e Paolo Principi, che ne diventano membri di diritto sui quattordici totali. Dell’organo consultivo – un vero e proprio tavolo di lavoro endofederale con il focus sui ginnasti e le loro esigenze - faranno parte, infatti, altri dodici componenti – tutti atleti in attività - in rappresentanza di tutte le sezioni agonistiche della FGI:
La stagione sportiva 2023 si apre con la partecipazione alla prima tappa di World Cup ad Atene (prima gara ufficiale in assoluto in terra greca), in cui conquista la medaglia d'oro nella finale di specialità all'esercizio misto e d'argento in quella ai cerchi. Tale bottino viene impreziosito di un ulteriore oro nella successiva tappa di Sofia, grande classica del circuito.
Ai Campionati europei di Baku conquista la medaglia di bronzo nella prova ai 5 cerchi mentre alla successiva tappa di Coppa del Mondo a Portimao colleziona una medaglia per tipo nelle 3 discipline dedicate alle squadre.
A giugno 2023 viene scelta assieme ad altri 11 atleti olimpionici, tra cui Bebe Vio, Paola Egonu, Simone Giannelli e Letizia Paternoster, per la presentazione in anteprima delle divise EA Emporio Armani create appositamente da Giorgio Armani per i Giochi Olimpici e Paralimpici di Parigi 2024.
Risolti alcuni guai fisici di alcune componenti della squadra che hanno condizionato la prima parte di stagione, il ritorno avviene in grande stile alle successive tappe di Coppa del Mondo a Cluj-Napoca e Milano (esordio assoluto del capoluogo lombardo nel circuito) con il trionfo nel concorso generale in entrambe le occasioni, superando la concorrenza di squadre di primo livello quali Bulgaria, Israele, Cina, Spagna, Giappone, Ucraina e Brasile a cui si aggiungono due ori e due argenti nelle quattro finali di specialità
In occasione dei Campionati mondiali di Valencia, si classifica quarta nel concorso generale staccando il pass per i Giochi Olimpici di Parigi 2024 e conquista la medaglia di bronzo nel team ranking e nella finale di specialità ai 5 cerchi.
Grazie a questa partecipazione diventa la ginnasta di squadra con più edizioni svolte (8) dei Campionati mondiali di ginnastica ritmica.

### 2024
L'annata 2024 si apre con la partecipazione al Festival di Sanremo 2024 in cui accompagna il duetto tra Mr Rain e i Gemelli DiVersi nella serata delle cover, il riconoscimento del premio per la sezione sport de L'Italia che Comunica e la nomina di madrina per l'evento di candidatura di Venaria Reale a diventare Città Europea dello Sport 2025.
Anche la stagione sportiva si apre con il botto con le World Cup di Atene, Sofia e Baku e l'European Cup sempre a Baku in cui conquista complessivamente 7 medaglie (1 d'oro, 7 d'argento e 2 di bronzo). In tali occasioni vengono presentati le nouve routine: esercizio ai 5 cerchi, composizione ideata e costruita sulle note di Scherzo molto vivace dalla 9ª Sinfonia di Beethoven interpretato dagli Audiomachine con sottofondo epic hip-hop grazie a Greatness dell'artista Vo Williams, mentre l'esercizio a palle e nastri montato sulle note de L’estasi dell’Oro del Maestro Ennio Morricone.
Ai Campionati europei di Budapest conquista l'argento nel team ranking e nel concorso generale e la medaglia d'oro, con conseguente titolo di Campionessa d'Europa, nella finale di specialità all'esercizio ai 5 cerchi, registrando un clamoroso punteggio di 39.350 che fissa il nuovo record del mondo di tale disciplina.
Nella tappa casalinga di World Cup di Milano arricchisce il proprio palmarès con una medaglia di bronzo nel concorso generale e una d'oro ai 5 cerchi a cui aggiunge un argento conquistato in occasione della tappa di World Cup di Cluj-Napoca.
Prende parte ai Giochi olimpici di Parigi 2024 assieme alle compagne Martina Centofanti, Agnese Duranti, Daniela Mogurean e Laura Paris, che sostituisce Martina Santandrea rispetto alla formazione schierata a Giochi olimpici di Tokyo 2020.
Qualificati in finale con il secondo miglior punteggio dietro alla Bulgaria, conferma in finale il podio conquistando una prestigiosa medaglia di bronzo dietro a Cina e Israele.
Tale risultato le consente di stabilire i quattro seguenti record:
- Ginnasta italiana più longeva nella storia della ginnastica ritmica a vincere una medaglia a un'edizione dei Giochi olimpici: 27 anni, 11 mesi e 19 giorni.
- Ginnasta italiana più longeva nella storia della ginnastica ritmica a partecipare a un'edizione dei Giochi olimpici: 27 anni, 11 mesi e 19 giorni.
- Partecipazione a tre edizione consecutive dei Giochi olimpici: Rio 2016, Tokyo 2021, Parigi 2024. Primato condiviso con Martina Centofanti, Elisa Blanchi ed Elisa Santoni.
- Conquista di due medaglie in due edizione consecutive dei Giochi olimpici: Tokyo 2021 e Parigi 2024. Primato condiviso con Martina Centofanti, Agnese Duranti e Daniela Mogurean.

Il 31 ottobre il presidente Sergio Mattarella le conferisce la nomina di Ufficiale all'Ordine al Merito della Repubblica Italiana.
Il 16 dicembre, in occasione della serata Top Ferrara Sport, organizzata al Teatro Nuovo di Ferrara per premiare gli sportivi di eccellenza del 2024, annuncia il proprio ritiro sportivo.
L'atleta ha letto sul palco una lunga lettera in cui ha ripercorso in terza persona le tappe del proprio percorso umano e sportivo.
Come spiega durante il discorso, la location scelta per dare tale annuncio non è stata casuale: Ferrara è stata la città in cui ha conosciuto e iniziato a praticare Ginnastica ritmica.

## Record

### Palmarès
- Ginnasta italiana con più medaglie conquistate in gare internazionali ufficiali: 139.
- Ginnasta italiana con più medaglie d'oro conquistate in gare internazionali ufficiali: 62.
- Ginnasta italiana con più medaglie d'argento conquistate in gare internazionali ufficiali: 47.
- Ginnasta italiana con più medaglie di bronzo conquistate in gare internazionali ufficiali: 28.
- Ginnasta italiana con più medaglie d'oro conquistate ai Campionati mondiali di ginnastica ritmica: 6.
- Ginnasta italiana con più medaglie d'oro conquistate ai Campionati europei di ginnastica ritmica: 4.
- Ginnasta italiana con più medaglie d'oro conquistate in Coppa del Mondo di ginnastica ritmica: 52.

### Longevità
- Ginnasta italiana più longeva nella storia della ginnastica ritmica a partecipare a un'edizione dei Giochi olimpici: 27 anni, 11 mesi e 19 giorni.
- Ginnasta italiana più longeva nella storia della ginnastica ritmica a partecipare a un'edizione dei Campionati mondiali di ginnastica ritmica: 27 anni e 5 giorni.
- Ginnasta italiana più longeva nella storia della ginnastica ritmica a partecipare a un'edizione dei Campionati europei di ginnastica ritmica: 27 anni, 9 mesi e 4 giorni.
- Ginnasta italiana più longeva nella storia della ginnastica ritmica a partecipare a un'edizione dei Coppa del Mondo di ginnastica ritmica: 27 anni, 10 mesi e 22 giorni.
- Ginnasta italiana più longeva nella storia della ginnastica ritmica a vincere una medaglia in un'edizione dei Giochi olimpici: 27 anni, 11 mesi e 19 giorni.
- Ginnasta italiana più longeva nella storia della ginnastica ritmica a vincere una medaglia in un'edizione dei Campionati mondiali di ginnastica ritmica: 27 anni e 5 giorni.
- Ginnasta italiana più longeva nella storia della ginnastica ritmica a vincere una medaglia in un'edizione dei Campionati europei di ginnastica ritmica: 27 anni, 9 mesi e 4 giorni.
- Ginnasta italiana più longeva nella storia della ginnastica ritmica a vincere una medaglia in un'edizione dei Coppa del Mondo di ginnastica ritmica: 27 anni, 10 mesi e 22 giorni.

### Giochi Olimpici
- Partecipazione a tre edizione consecutive dei Giochi olimpici: Rio 2016, Tokyo 2021, Parigi 2024. Primato condiviso con Martina Centofanti, Elisa Blanchi ed Elisa Santoni.
- Conquista di due medaglie in due edizione consecutive dei Giochi olimpici: Tokyo 2021 e Parigi 2024. Primato condiviso con Martina Centofanti, Agnese Duranti e Daniela Mogurean.

## Risultati olimpici dettagliati
| Anno | Competizione    | Luogo          | Musica                                                                                | Specialità            | Posizione finale | Risultato finale | Posizione in qualifica | Risultato in qualifica |
| ---- | --------------- | -------------- | ------------------------------------------------------------------------------------- | --------------------- | ---------------- | ---------------- | ---------------------- | ---------------------- |
| 2016 | Giochi olimpici | Rio de Janeiro |                                                                                       | Concorso generale     | 4th              | 35.549           | 4th                    | 35.349                 |
| 2016 | Giochi olimpici | Rio de Janeiro | Tu Si Na Cosa Grande, Tammurriata, Nessun Dorma di Massimo Ranieri, Luciano Pavarotti | 5 Nastri              | 4th              | 17.516           | 5th                    | 17.516                 |
| 2016 | Giochi olimpici | Rio de Janeiro | Faust: VII. Danse de Phryne. Allegretto vivo Herbert von Karajan                      | 6 Clavette + 2 Cerchi | 3rd              | 18.033           | 3rd                    | 17.833                 |
| 2020 | Giochi olimpici | Tokyo          |                                                                                       | Concorso Generale     | Bronzo           | 87.700           | 3rd                    | 87.150                 |
| 2020 | Giochi olimpici | Tokyo          | Butterfly-Ninja di Maxime Rodriguez                                                   | 5 Palle               | 4th              | 44.850           | 3rd                    | 44.600                 |
| 2020 | Giochi olimpici | Tokyo          | Tree of Life Suite di R. Cacciapaglia, Royal Philharmonic Orchestra                   | 3 Cerchi + 4 Clavette | 3rd              | 42.850           | 4th                    | 42.550                 |
| 2020 | Giochi olimpici | Parigi         |                                                                                       | Concorso Generale     | Bronzo           | 68.100           | 2nd                    | 69.350                 |
| 2020 | Giochi olimpici | Parigi         | Greatness di Vo Williams                                                              | 5 Cerchi              | 3rd              | 36.100           | 1st                    | 38.200                 |
| 2020 | Giochi olimpici | Parigi         | L'estasi dell'oro di Ennio Morricone                                                  | 2 Palle + 3 Nastri    | 4th              | 32.200           | 5th                    | 31.150                 |

## Palmarès
Vengono di seguito riportate le medaglie conquistate in competizioni internazionali ufficiali: Giochi olimpici, Campionati Mondiali, Campionati Europei (evidenziate); tappe di Coppa del Mondo, d'Europa e Grand Prix. Non sono perciò conteggiate le medaglie ottenute in contesti amichevoli. 
| TOTALE | TOTALE | 139 | 62 | 48 | 29 |
| ------ | ------ | --- | -- | -- | -- |

Nel dettaglio:
| Anno | Paese       | Competizione        | Specialità        | Medaglia | Punteggio |
| ---- | ----------- | ------------------- | ----------------- | -------- | --------- |
| 2014 | Baku        | Campionati Europei  | Concorso generale | Argento  | 34.749    |
| 2014 | Sofia       | Coppa del mondo     | Concorso generale | Bronzo   | 34.800    |
| 2014 | Sofia       | Coppa del mondo     | Palle e nastri    | Bronzo   | 17.250    |
| 2014 | Smirne      | Campionati Mondiali | Concorso generale | Argento  | 34.282    |
| 2015 | Lisbona     | Coppa del mondo     | Concorso generale | Oro      | 34.650    |
| 2015 | Lisbona     | Coppa del mondo     | Cerchi e clavette | Oro      | 17.900    |
| 2015 | Pesaro      | Coppa del mondo     | Concorso generale | Argento  | 35.450    |
| 2015 | Pesaro      | Coppa del mondo     | Cerchi e clavette | Oro      | 17.850    |
| 2015 | Tashkent    | Coppa del mondo     | Cerchi e clavette | Bronzo   | 17.600    |
| 2015 | Budapest    | Coppa del mondo     | Concorso generale | Bronzo   | 34.750    |
| 2015 | Budapest    | Coppa del mondo     | Cerchi e clavette | Oro      | 17.650    |
| 2015 | Stoccarda   | Campionati Mondiali | Nastri            | Oro      | 17.900    |
| 2015 | Stoccarda   | Campionati Mondiali | Cerchi e Clavette | Argento  | 18.100    |
| 2016 | Pesaro      | Coppa del mondo     | Concorso generale | Oro      | 36.200    |
| 2016 | Pesaro      | Coppa del mondo     | Nastri            | Oro      | 17.950    |
| 2016 | Pesaro      | Coppa del mondo     | Cerchi e clavette | Oro      | 17.850    |
| 2016 | Minsk       | Coppa del mondo     | Cerchi e clavette | Argento  | 18.050    |
| 2016 | Sofia       | Coppa del mondo     | Cerchi e clavette | Bronzo   | 18.300    |
| 2016 | Kazan'      | Coppa del mondo     | Cerchi e clavette | Bronzo   | 18.300    |
| 2016 | Baku        | Coppa del mondo     | Concorso generale | Bronzo   | 36.700    |
| 2016 | Baku        | Coppa del mondo     | Cerchi e clavette | Argento  | 18.500    |
| 2017 | Thiais      | Grand Prix          | Concorso generale | Oro      | 37.800    |
| 2017 | Thiais      | Grand Prix          | Cerchi            | Argento  | 18.550    |
| 2017 | Thiais      | Grand Prix          | Funi e palle      | Argento  | 17.900    |
| 2017 | Pesaro      | Coppa del mondo     | Concorso generale | Argento  | 36.800    |
| 2017 | Pesaro      | Coppa del mondo     | Cerchi            | Oro      | 18.700    |
| 2017 | Pesaro      | Coppa del mondo     | Funi e palle      | Oro      | 18.700    |
| 2017 | Baku        | Coppa del mondo     | Concorso generale | Argento  | 35.500    |
| 2017 | Baku        | Coppa del mondo     | Cerchi            | Oro      | 18.700    |
| 2017 | Portimão    | Coppa del mondo     | Concorso generale | Oro      | 35.550    |
| 2017 | Portimão    | Coppa del mondo     | Funi e palle      | Oro      | 17.550    |
| 2017 | Portimão    | Coppa del mondo     | Cerchi            | Oro      | 18.350    |
| 2017 | Minsk       | Coppa del mondo     | Concorso generale | Oro      | 36.700    |
| 2017 | Minsk       | Coppa del mondo     | Funi e palle      | Argento  | 18.350    |
| 2017 | Kazan'      | Coppa del mondo     | Concorso generale | Argento  | 35.950    |
| 2017 | Pesaro      | Campionati Mondiali | Cerchi            | Oro      | 18.900    |
| 2018 | Thiais      | Grand Prix          | Concorso generale | Oro      | 39.850    |
| 2018 | Thiais      | Grand Prix          | Cerchi            | Bronzo   | 18.650    |
| 2018 | Thiais      | Grand Prix          | Funi e palle      | Oro      | 20.550    |
| 2018 | Sofia       | Coppa del mondo     | Concorso generale | Bronzo   | 38.550    |
| 2018 | Sofia       | Coppa del mondo     | Cerchi            | Bronzo   | 19.650    |
| 2018 | Sofia       | Coppa del mondo     | Funi e palle      | Argento  | 17.800    |
| 2018 | Pesaro      | Coppa del mondo     | Concorso generale | Oro      | 40.550    |
| 2018 | Pesaro      | Coppa del mondo     | Cerchi            | Oro      | 21.600    |
| 2018 | Pesaro      | Coppa del mondo     | Funi e palle      | Oro      | 20.600    |
| 2018 | Baku        | Coppa del mondo     | Concorso generale | Oro      | 40.650    |
| 2018 | Baku        | Coppa del mondo     | Cerchi            | Argento  | 18.000    |
| 2018 | Guadalajara | Coppa del mondo     | Concorso generale | Argento  | 39.750    |
| 2018 | Guadalajara | Coppa del mondo     | Cerchi            | Oro      | 21.500    |
| 2018 | Guadalajara | Coppa del mondo     | Funi e palle      | Argento  | 21.500    |
| 2018 | Guadalajara | Campionati Europei  | Concorso generale | Argento  | 42.900    |
| 2018 | Guadalajara | Campionati Europei  | Cerchi            | Oro      | 22.350    |
| 2018 | Guadalajara | Campionati Europei  | Funi e palle      | Argento  | 22.350    |
| 2018 | Minsk       | Coppa del mondo     | Concorso generale | Oro      | 44.300    |
| 2018 | Minsk       | Coppa del mondo     | Cerchi            | Oro      | 22.800    |
| 2018 | Kazan'      | Coppa del mondo     | Concorso generale | Oro      | 43.950    |
| 2018 | Kazan'      | Coppa del mondo     | Cerchi            | Bronzo   | 22.000    |
| 2018 | Kazan'      | Coppa del mondo     | Funi e palle      | Argento  | 22.200    |
| 2018 | Sofia       | Campionati Mondiali | Concorso generale | Argento  | 44.825    |
| 2018 | Sofia       | Campionati Mondiali | Cerchi            | Bronzo   | 22.550    |
| 2018 | Sofia       | Campionati Mondiali | Funi e palle      | Oro      | 22.550    |
| 2019 | Kiev        | Grand Prix          | Concorso generale | Bronzo   | 41.600    |
| 2019 | Kiev        | Grand Prix          | Palle             | Bronzo   | 22.600    |
| 2019 | Kiev        | Grand Prix          | Cerchi e clavette | Bronzo   | 22.450    |
| 2019 | Pesaro      | Coppa del mondo     | Concorso generale | Bronzo   | 49.400    |
| 2019 | Pesaro      | Coppa del mondo     | Palle             | Oro      | 25.400    |
| 2019 | Sofia       | Coppa del mondo     | Concorso generale | Argento  | 48.200    |
| 2019 | Guadalajara | Coppa del mondo     | Concorso generale | Oro      | 50.250    |
| 2019 | Guadalajara | Coppa del mondo     | Palle             | Argento  | 25.000    |
| 2019 | Guadalajara | Coppa del mondo     | Cerchi e clavette | Bronzo   | 24.950    |
| 2019 | Minsk       | Coppa del mondo     | Palle             | Oro      | 29.800    |
| 2019 | Kazan'      | Coppa del mondo     | Concorso generale | Bronzo   | 56.900    |
| 2019 | Portimão    | Coppa del mondo     | Concorso generale | Oro      | 58.050    |
| 2019 | Portimão    | Coppa del mondo     | Palle             | Oro      | 29.500    |
| 2019 | Portimão    | Coppa del mondo     | Cerchi e clavette | Argento  | 28.550    |
| 2019 | Baku        | Campionati Mondiali | Cerchi e clavette | Bronzo   | 29.200    |
| 2021 | Baku        | Coppa del mondo     | Concorso generale | Argento  | 84.250    |
| 2021 | Baku        | Coppa del mondo     | Palle             | Argento  | 44.550    |
| 2021 | Baku        | Coppa del mondo     | Cerchi e clavette | Argento  | 41.900    |
| 2021 | Pesaro      | Coppa del mondo     | Palle             | Oro      | 46.950    |
| 2021 | Pesaro      | Coppa del mondo     | Cerchi e Clavette | Oro      | 44.150    |
| 2021 | Varna       | Campionati Europei  | Concorso generale | Argento  | 87.450    |
| 2021 | Varna       | Campionati Europei  | Cerchi e Clavette | Bronzo   | 43.375    |
| 2021 | Tokyo       | Giochi olimpici     | Concorso generale | Bronzo   | 87.700    |
| 2021 | Cluj-Napoca | Coppa del mondo     | Concorso generale | Oro      | 90.150    |
| 2021 | Cluj-Napoca | Coppa del mondo     | Palle             | Oro      | 47.650    |
| 2021 | Cluj-Napoca | Coppa del mondo     | Cerchi e clavette | Oro      | 45.600    |
| 2021 | Kitakyūshū  | Campionati Mondiali | Team ranking      | Argento  | 277.575   |
| 2021 | Kitakyūshū  | Campionati Mondiali | Concorso generale | Argento  | 86.000    |
| 2021 | Kitakyūshū  | Campionati Mondiali | Palle             | Argento  | 45.600    |
| 2021 | Kitakyūshū  | Campionati Mondiali | Cerchi e clavette | Oro      | 42.750    |
| 2022 | Baku        | Coppa del mondo     | Concorso generale | Oro      | 64.600    |
| 2022 | Baku        | Coppa del mondo     | Cerchi            | Argento  | 32.450    |
| 2022 | Baku        | Coppa del mondo     | Palle e nastri    | Oro      | 30.400    |
| 2022 | Pamplona    | Coppa del mondo     | Concorso generale | Oro      | 68.900    |
| 2022 | Pamplona    | Coppa del mondo     | Cerchi            | Oro      | 36.050    |
| 2022 | Pamplona    | Coppa del mondo     | Palle e nastri    | Oro      | 29.600    |
| 2022 | Pesaro      | Coppa del mondo     | Concorso generale | Oro      | 68.350    |
| 2022 | Pesaro      | Coppa del mondo     | Cerchi            | Oro      | 34.800    |
| 2022 | Pesaro      | Coppa del mondo     | Palle e nastri    | Oro      | 32.450    |
| 2022 | Tel Aviv    | Campionati Europei  | Team ranking      | Argento  | 325.650   |
| 2022 | Tel Aviv    | Campionati Europei  | Concorso generale | Argento  | 69.650    |
| 2022 | Tel Aviv    | Campionati Europei  | Cerchi            | Oro      | 36.650    |
| 2022 | Tel Aviv    | Campionati Europei  | Palle e nastri    | Oro      | 34.250    |
| 2022 | Sofia       | Campionati Mondiali | Team ranking      | Oro      | 312.550   |
| 2022 | Sofia       | Campionati Mondiali | Cerchi            | Oro      | 34.950    |
| 2022 | Sofia       | Campionati Mondiali | Palle e nastri    | Argento  | 31.450    |
| 2023 | Atene       | Coppa del mondo     | Cerchi            | Argento  | 32.650    |
| 2023 | Atene       | Coppa del mondo     | Palle e nastri    | Oro      | 30.650    |
| 2023 | Sofia       | Coppa del mondo     | Cerchi            | Oro      | 34.850    |
| 2023 | Baku        | Campionati Europei  | Cerchi            | Bronzo   | 34.950    |
| 2023 | Portimao    | Coppa del mondo     | Concorso generale | Argento  | 64.350    |
| 2023 | Portimao    | Coppa del mondo     | Cerchi            | Bronzo   | 33.800    |
| 2023 | Portimao    | Coppa del mondo     | Palle e nastri    | Oro      | 31.000    |
| 2023 | Cluj-Napoca | Coppa del mondo     | Concorso generale | Oro      | 70.050    |
| 2023 | Cluj-Napoca | Coppa del mondo     | Cerchi            | Oro      | 35.500    |
| 2023 | Cluj-Napoca | Coppa del mondo     | Palle e nastri    | Argento  | 31.500    |
| 2023 | Milano      | Coppa del mondo     | Concorso generale | Oro      | 69.400    |
| 2023 | Milano      | Coppa del mondo     | Cerchi            | Argento  | 37.000    |
| 2023 | Milano      | Coppa del mondo     | Palle e nastri    | Oro      | 32.500    |
| 2023 | Valencia    | Campionati Mondiali | Team ranking      | Bronzo   | 323.850   |
| 2023 | Valencia    | Campionati Mondiali | Cerchi            | Bronzo   | 35.850    |
| 2024 | Atene       | Coppa del mondo     | Concorso generale | Bronzo   | 65.850    |
| 2024 | Atene       | Coppa del mondo     | Cerchi            | Oro      | 36.700    |
| 2024 | Atene       | Coppa del mondo     | Palle e nastri    | Argento  | 32.650    |
| 2024 | Sofia       | Coppa del mondo     | Concorso generale | Argento  | 68.050    |
| 2024 | Baku        | Coppa del mondo     | Concorso generale | Argento  | 70.150    |
| 2024 | Baku        | Coppa del mondo     | Cerchi            | Argento  | 36.250    |
| 2024 | Baku        | Coppa del mondo     | Palle e nastri    | Bronzo   | 32.850    |
| 2024 | Baku        | Coppa di Europa     | Concorso generale | Argento  | 71.700    |
| 2024 | Baku        | Coppa di Europa     | Cerchi            | Argento  | 38.050    |
| 2024 | Baku        | Coppa di Europa     | Palle e nastri    | Argento  | 33.700    |
| 2024 | Budapest    | Campionati Europei  | Team Ranking      | Argento  | 338.550   |
| 2024 | Budapest    | Campionati Europei  | Concorso generale | Argento  | 71.200    |
| 2024 | Budapest    | Campionati Europei  | Cerchi            | Oro      | 39.350    |
| 2024 | Milano      | Coppa del mondo     | Concorso generale | Bronzo   | 70.550    |
| 2024 | Milano      | Coppa del mondo     | Cerchi            | Oro      | 38.350    |
| 2024 | Cluj-Napoca | Coppa del mondo     | Cerchi            | Argento  | 38.750    |
| 2024 | Parigi      | Giochi olimpici     | Concorso generale | Bronzo   | 68.100    |

## Campagne pubblicitarie
- Freddy (2017-)[122]
- Fastweb (2019-2021)[123]
- Bionike (2020-2021)[124]

## Opere
- Alessia Maurelli, Vola come una farfalla, Mondadori, luglio 2022, ISBN 9788856685602.
- Alessia Maurelli, Graffia come una tigre, Mondadori, giugno 2023, ISBN 9788856690927.